# Лондон, Ярон
Ярон Лондон (род. 24 августа 1940) — израильский журналист, медийный деятель, актёр и автор песен. В 2007 году стал лауреатом премии имени Соколова. В 2010 году получил премию Элияв-Сартави за ближневосточную журналистику.

## Биография
В 1962 году, ещё получая образование, Лондон начал работать на «Коль Исраэль». Вёл программу HaYom HaZeh («Сегодняшний день»), первую программу о текущих событиях в израильских электронных СМИ. С 1969 года был корреспондентом в Западной Европе с базой в Париже. Затем вернулся в Израиль. В 1988 году покинул телевидение и был корреспондентом газеты «Едиот Ахронот», но вскоре вернулся на экраны. Снял несколько документальных фильмов. С 2003 года работал соведущим популярной программы «London & Kirschenbaum».